# Nesle-Hodeng
Nesle-Hodeng és un municipi francès, situat al departament del Sena Marítim, dins la regió de Normandia.